# Raich Carter
Horatio Stratton Carter, detto Raich (Sunderland, 21 dicembre 1913 – Willerby, 9 ottobre 1994), è stato un calciatore e allenatore di calcio britannico, di ruolo attaccante.
Carter fu anche un giocatore di cricket: militò nel Derbyshire e nel Durham.

## Carriera

### Giocatore
Carter capitanò il Sunderland alla conquista del titolo nazionale del 1935-1936, all'epoca il calciatore più giovane ad aver capitanato una squadra vincente in First Division. In quella stagione egli fu capocannoniere (ex aequo con altri due calciatori) del campionato con 31 gol e il Sunderland si laureò come prima squadra della storia del campionato ad aver segnato più di 100 reti stagionali. L'anno successivo vinse la FA Cup segnando una rete nella finale vinta 3-1 sul Preston North End. Dovette necessariamente cessare la sua carriera di calcio per via dello scoppio della seconda guerra mondiale. Riprese la sua professione nel 1945 con la maglia del Derby County e vinse un'altra FA Cup nel 1946, diventando l'unico calciatore a vincere la coppa nazionale sia prima che dopo la grande guerra. Carter disputò anche 13 partite (7 reti) con la maglia della Nazionale di calcio dell'Inghilterra tra il 1934 e il 1947.
Tra i suoi ammiratori spiccava il grande Stanley Matthews che disse di lui:
Dopo l'esperienza al Derby County, terminò la carriera da calciatore nell'Hull City svolgendo la mansione di player-manager (giocatore-allenatore).

### Allenatore
Dopo essere stato player-manager all'Hull City, Carter si trasferì in Irlanda e allenò il Cork Athletic.
Nel 1953 divenne l'allenatore del Leeds United dove costruì la sua squadra attorno a John Charles e nel 1956 ottenne la promozione, dopo che il club aveva trascorso nove anni in seconda serie. Alla sua prima stagione in massima serie (1956-1957) ottenne un buon ottavo posto. L'anno successivo, l'infortunio di Nightingale e soprattutto la cessione di Charles alla Juventus, relegarono il club ad un modesto diciassettesimo posto. Con sorpresa di molti, il contratto di Carter non venne rinnovato e nel 1958 si congedò dal club.
In seguito guidò anche Mansfield Town e Middlesbrough.

## La morte e omaggi postumi
Nel settembre 1994, all'età di 80 anni, Carter fu colpito da un ictus e morì in ospedale il mese successivo.
Gli è stata intitolata una strada a Kingston upon Hull. A Sunderland gli è stato intitolato un centro sportivo inaugurato nel 2001.
Nel dicembre 2002, il nuovo KC Stadium di Hull fu inaugurato con una partita tra Hull City e Sunderland che metteva in palio il Raich Carter Trophy.
Nel 1998 il suo nome è stato inserito nella Football League 100 Legends.

## Palmarès

### Club
- Campionato inglese: 1

Sunderland: 1935-1936
- Coppa d'Inghilterra: 2

Sunderland: 1936-1937
Derby County: 1945-1946
- Charity Shield: 1

Sunderland: 1936

### Individuale
- Capocannoniere della First Division: 1

1935-1936 (31 gol, ex aequo con Glover e Gurney)